# Pakistanische Frauen-Cricket-Nationalmannschaft in Südafrika in der Saison 2020/21
Die Tour der Pakistanische Frauen-Cricket-Nationalmannschaft nach Südafrika in der Saison 2020/21 fand vom 20. Januar bis zum 3. Februar 2021 statt. Die internationale Cricket-Tour war Bestandteil der Internationalen Cricket-Saison 2020/21 und umfasste drei WODIs und drei WT20s.

## Vorgeschichte
Für beide Mannschaften war es die erste Tour der Saison. Das letzte Aufeinandertreffen der beiden Mannschaften bei einer Tour fand in der Saison 2019 in Südafrika statt.

## Stadion
Das folgende Stadion wurde für die Tour ausgewählt.
| Stadion                  | Stadt  | Kapazität | Spiele                   |
| ------------------------ | ------ | --------- | ------------------------ |
| Sahara Stadium Kingsmead | Durban | 25.000    | 1. – 3. ODI; 1. – 3. T20 |

## Kaderlisten
Pakistan benannte seinen Kader am 31. Dezember 2020.
Südafrika benannte seinen Kader am 15. Januar 2021.
| WODI | WODI | WTwenty20 | WTwenty20 |
| Südafrika | Pakistan | Südafrika | Pakistan |
| --- | --- | --- | --- |
| - Suné Luus (K) - Anneke Bosch - Tazmin Brits - Trisha Chetty (wk) - Nadine de Klerk - Mignon du Preez - Lara Goodall - Shabnim Ismail - Sinalo Jafta - Marizanne Kapp - Ayabonga Khaka - Masabata Klaas - Lizelle Lee - Nonkululeko Mlaba - Tumi Sekhukhune - Nondumiso Shangase - Faye Tunnicliffe - Laura Wolvaardt | - Javeria Khan (K) - Muneeba Ali - Anam Amin - Aiman Anwer - Diana Baig - Nida Dar - Sadia Iqbal - Kainat Imtiaz - Nahida Khan - Ayesha Naseem - Sidra Nawaz (wk) - Aliya Riaz - Fatima Sana - Nashra Sandhu - Syeda Aroob Shah - Omaima Sohail - Ayesha Zafar | - Suné Luus (K) - Anneke Bosch - Tazmin Brits - Trisha Chetty (wk) - Nadine de Klerk - Mignon du Preez - Lara Goodall - Shabnim Ismail - Sinalo Jafta - Marizanne Kapp - Ayabonga Khaka - Masabata Klaas - Lizelle Lee - Nonkululeko Mlaba - Tumi Sekhukhune - Nondumiso Shangase - Faye Tunnicliffe - Laura Wolvaardt | - Javeria Khan (K) - Muneeba Ali - Anam Amin - Aiman Anwer - Diana Baig - Nida Dar - Sadia Iqbal - Kainat Imtiaz - Nahida Khan - Ayesha Naseem - Sidra Nawaz (wk) - Aliya Riaz - Fatima Sana - Nashra Sandhu - Syeda Aroob Shah - Omaima Sohail - Ayesha Zafar |

## Women’s One-Day Internationals

### Erstes WODI in Durban
| 20. Januar Scorecard | Durban | Südafrika 200-9 (50)         | – | Pakistan 197-8 (50) |
|                      |        | Südafrika gewinnt mit 3 Runs |   |                     |

Pakistan gewann den Münzwurf und entschied sich als Feldmannschaft zu beginnen. Als Spielerin des Spiels wurde Shabnim Ismail ausgezeichnet.

### Zweites WODI in Durban
| 23. Januar Scorecard | Durban | Südafrika 252-7 (50)          | – | Pakistan 239-8 (50) |
|                      |        | Südafrika gewinnt mit 13 Runs |   |                     |

Pakistan gewann den Münzwurf und entschied sich als Feldmannschaft zu beginnen. Als Spielerin des Spiels wurde Marizanne Kapp ausgezeichnet.

### Drittes WODI in Durban
| 26. Januar Scorecard | Durban | Südafrika 201-9 (50)          | – | Pakistan 169 (48) |
|                      |        | Südafrika gewinnt mit 32 Runs |   |                   |

Pakistan gewann den Münzwurf und entschied sich als Feldmannschaft zu beginnen. Als Spielerin des Spiels wurde Shabnim Ismail ausgezeichnet.

## Women’s Twenty20 Internationals

### Erstes WTwenty20 in Durban
| 29. Januar Scorecard | Durban | Pakistan 124-8 (20)             | – | Südafrika 125-2 (19) |
|                      |        | Südafrika gewinnt mit 8 Wickets |   |                      |

Pakistan gewann den Münzwurf und entschied sich als Schlagmannschaft zu beginnen. Als Spielerin des Spiels wurde Tazmin Brits ausgezeichnet.

### Zweites WTwenty20 in Durban
| 31. Januar Scorecard | Durban | Südafrika 133-5 (20)          | – | Pakistan 115-7 (20) |
|                      |        | Südafrika gewinnt mit 18 Runs |   |                     |

Pakistan gewann den Münzwurf und entschied sich als Feldmannschaft zu beginnen. Als Spielerin des Spiels wurde Shabnim Ismail ausgezeichnet.

### Drittes WTwenty20 in Durban
| 3. Februar Scorecard | Durban | Pakistan 127-6 (20)                      | – | Südafrika 68-4 (12.3/12.3) |
|                      |        | Pakistan gewinnt mit 8 Runs (D/L method) |   |                            |

Südafrika gewann den Münzwurf und entschied sich als Feldmannschaft zu beginnen. Als Spielerin des Spiels wurde Javeria Khan ausgezeichnet.

## Statistiken
Die folgenden Cricketstatistiken wurden bei dieser Tour erzielt.

## Auszeichnungen

### Player of the Series
Als Player of the Series wurden der folgende Spieler ausgezeichnet.
| Serie | Player of the Series |
| ----- | -------------------- |
| WODI  | Shabnim Ismail       |
| WT20  | Tazmin Brits         |

### Player of the Match
Als Player of the Match wurden die folgenden Spielerinnen ausgezeichnet.
| Spiel   | Player of the Match |
| ------- | ------------------- |
| 1. WODI | Shabnim Ismail      |
| 2. WODI | Marizanne Kapp      |
| 3. WODI | Shabnim Ismail      |
| 1. WT20 | Tazmin Brits        |
| 2. WT20 | Shabnim Ismail      |
| 3. WT20 | Javeria Khan        |